# Curarea toxicofera
Curarea toxicofera là một loài thực vật có hoa trong họ Biển bức cát. Loài này được (Wedd.) Barneby & Krukoff mô tả khoa học đầu tiên năm 1971.